# Bibliographisches Institut
Il Bibliographisches Institut è una casa editrice tedesca con sede a Berlino.
Fondata nel 1826 a Gotha da Joseph Meyer, nel corso degli anni ha pubblicato molte importanti opere, tra cui la grande enciclopedia Meyers Konversations-Lexikon, la serie di libri di viaggio Meyers Reisebücher (pubblicata tra il 1832 e il 1936), i dizionari e saggi linguistici Duden (dal 1880), la collana di letteratura tedesca e straniera Meyers Klassiker, gli atlanti Meyers Handatlas e Der Grosse Meyers Weltatlas, e altre.
La sede della società fu quasi completamente distrutta nel 1943/44 dai bombardamenti aerei sulla città di Lipsia. Nel 1946 fu espropriata dal regime comunista della Germania Est e nel 1953 gli azionisti trasferirono la società a Mannheim, nella Germania Occidentale.
Nel 1984 la società "Bibliographisches Institut AG" si fuse con la sua maggiore concorrente nel settore dell'editoria enciclopedica, la "F. A. Brockhaus" di Wiesbaden, formando la società "Bibliographisches Institut & F.A. Brockhaus AG", con sede a Mannheim. Nel 1991, dopo la riunificazione della Germania, la società tornò in possesso di quanto era rimasto a Lipsia e trasferì la sede a Berlino.
Nel 2009 entrò a far parte del gruppo editoriale Cornelsen Verlagsgruppe.